# Likström

Symbol för likström

Typer av likström. Uppifrån och ner: Ström från batteri, halvvågslikriktad sinussignal och helvågslikriktad sinussignal.

Likström, DC (eng. direct current), är elektrisk ström som alltid har samma riktning till skillnad från växelström där strömmen byter riktning. Galvanisk ström är en äldre benämning på likström som i viss mån fortfarande används.
Ofta används symbolen '=' för likström till skillnad från växelströmmens '~'. Elektroniska kretsar behöver vanligen likström då transistorer och andra halvledare bara leder ström i en riktning.
Den nationella eldistributionen sköts i form av växelström fram till vägguttagen och växelströmmen måste därför omvandlas till likström innan den kopplas till likströmsberoende apparatur. Omvandlingen kan ske innanför apparaten eller i ett yttre nätaggregat.
En ideal likström har konstant styrka, men det är i praktiken omöjligt att uppnå. Batterier ger den mest stabila likströmmen men spänningen sjunker efter en viss tids användning och är beroende av den momentana belastningen. Apparater som omvandlar växelström till likström ger ofta en pulserande likström. Vid helvågslikriktning av en sinusformad våg är utgångssignalen formad som sinusfunktionens absolutbelopp. Lite bättre nätaggregat ger en stabilare spänning med hjälp av diodbryggor och kondensatorer, men uppnår ändå inte perfekt likström.
Ett sätt att uppnå i det närmaste perfekt likström utan rippel är att använda sig av switchade nätaggregat. Noga konstruerade linjära regulatorkretsar kan också generera nästan perfekt likspänning fast då till priset av att de oftast blir varma och därmed har förluster.

## Likriktning, effektivvärde och medelvärdesström
Växelström mäts oftast som helvågslikriktat medelvärde. Mer påkostade instrument kan dock mäta vågens effektivvärde. Detta för att vad som oftast är mest intressant är den värmeeffekt signalen kan ge upphov till. Effektivvärdesmätningar är dock relativt svåra att göra, speciellt för höga frekvenser, varför det är vanligt med likriktat medelvärde (DC), vilket dock innebär att mätdonet bara visar rätt för ren sinusvåg.
Vid likström mäts oftast tidsmedelvärdet, DC, av strömmen f(t):
{\displaystyle DC={\frac {1}{T}}\int _{0}^{T}f(t)\,dt.}

### Exempel
I specialfallet att f(t) är 1 under halva perioden och noll resten av perioden ger ovanstående integraluttryck att DC = 1/2 dvs 50% av amplituden (A).
Eftersom medelvärdet av en sinusformad ström är noll så är DC = 0. Vid till exempel  halvvågslikriktning, blir värdet för strömmen under en period:
{\displaystyle f(t)={\begin{cases}A\sin(2\pi {\frac {t}{T}})&t<{\frac {T}{2}}\\0&t\geq {\frac {T}{2}}\end{cases}}}
Den primitiva funktionen av sin(t) är -cos(t). Integration av f(t) ger
{\displaystyle DC={\frac {1}{\pi }}A}
som är medelvärdet av en halvvågslikriktad sinussignal före glättning.